# Woodlake
Woodlake és una població dels Estats Units a l'estat de Califòrnia. Segons el cens del 2000 tenia 6.651 habitants.

## Demografia
Segons el cens del 2000, Woodlake tenia 6.651 habitants, 1.777 habitatges, i 1.496 famílies. La densitat de població era de 1.297 habitants/km².
Dels 1.777 habitatges en un 53,5% hi vivien nens de menys de 18 anys, en un 57,5% hi vivien parelles casades, en un 18,7% dones solteres, i en un 15,8% no eren unitats familiars. En el 12,9% dels habitatges hi vivien persones soles el 6,6% de les quals corresponia a persones de 65 anys o més que vivien soles. El nombre mitjà de persones vivint en cada habitatge era de 3,74 i el nombre mitjà de persones que vivien en cada família era de 4,02.
Per edats la població es repartia de la següent manera: un 37,8% tenia menys de 18 anys, un 11,7% entre 18 i 24, un 28% entre 25 i 44, un 15% de 45 a 60 i un 7,5% 65 anys o més.
L'edat mediana era de 25 anys. Per cada 100 dones de 18 o més anys hi havia 103,5 homes.
La renda mediana per habitatge era de 23.653 $ i la renda mediana per família de 23.880 $. Els homes tenien una renda mediana de 23.175 $ mentre que les dones 15.625 $. La renda per capita de la població era de 8.842 $. Entorn del 33% de les famílies i el 36,8% de la població estaven per davall del llindar de pobresa.

## Poblacions més properes
El següent diagrama mostra les poblacions més properes.